# Trisha Kanyamarala
Trisha Kanyamarala est une joueuse d'échecs irlandaise née en 2005, maître international féminin depuis 2020. 
Au 1er août 2023, elle est la première joueuse irlandaise et numéro cinq au classement mixte irlandais et la 15e mondiale parmi les joueuses de  20 ans ou moins, avec un classement Elo de 2 344 points.

## Biographie et carrière
Trisha Kanyamarala est originaire d'Hyderabad en Inde. En 2020, à quatorze ans, elle devint la première joueuse irlandaise à obtenir le titre de maître international féminin et réalisa en même temps sa première norme de grand maître international féminin,,.
En 2020, elle participe à l'Olympiade d'échecs en ligne (parties rapides) dans la deuxième division. Elle joue au premier échiquier féminin de l'équipe d'Irlande, participe à tous les matchs et réalise le meilleur résultat de l'équipe d'Irlande (5,5 points sur 9).
En 2021, elle participe au championnat d'Europe d'échecs des nations au quatrième échiquier de l'équipe mixte d'Irlande (son frère Tarun Kanyamarala jouait au premier échiquier). La même année, elle remporte la médaille d'argent au championnat d'Europe féminin des moins de 16 ans 2021 (elle était la quatrième joueuse au départ),.
En 2022, elle remporta le championnat d'Irlande d'échecs féminin avec 5 points sur 5, tandis que son frère Tarun Kanyamarala remportait le championnat d'Irlande open (mixte).
Elle représenta l'Irlande à l'Olympiade d'échecs de 2022 féminine et marqua 5 points sur 10 au premier échiquier. La même année, elle marque 6,5 points sur 11 et finit douzième ex aquo du championnat du monde d'échecs junior féminin 2022.
En juillet 2023, elle marque la moitié des points (4,5/9) au championnat de Grande-Bretagne (championnat mixte),.
Elle fait partie des 50 joueuses sélectionnées pour participer au tournoi Grand Suisse FIDE féminin de 2023.